# Danh sách chi Rắn nước
Đây là danh sách các chi Rắn nước xếp theo bậc phân loại.

## Phân họBoodontinae
- Bothrolycus
- Bothrophthalmus
- Buhoma
- Chamaelycus
- Dendrolycus
- Dipsina
- Dromophis
- Duberria
- Gonionotophis
- Grayia
- Hormonotus
- Lamprophis
- Lycodonomorphus
- Lycophidion
- Macroprotodon
- Mehelya
- Montaspis
- Pseudaspis
- Pseudoboodon
- Pythonodipsas
- Scaphiophis

## Họ phụCalamariinae
- Calamaria
- Calamorhabdium
- Collorhabdium
- Etheridgeum
- Macrocalamus
- Pseudorabdion
- Rabdion

## Họ phụColubrinae
- Aeluroglena
- Ahaetulla
- Argyrogena
- Arizona
- Bogertophis
- Boiga
- Cemophora
- Chilomeniscus
- Chionactis
- Chironius
- Chrysopelea
- Coluber
- Conopsis
- Coronella
- Crotaphopeltis
- Cryptophidion
- Cyclophiops
- Dasypeltis
- Dendrelaphis
- Dendrophidion
- Dinodon
- Dipsadoboa
- Dispholidus
- Dryadophis
- Drymarchon
- Drymobius
- Drymoluber
- Dryocalamus
- Dryophiops
- Eirenis
- Elachistodon
- Elaphe: Rắn sọc xanh Elaphe prasina
- Exallodontophis
- Ficimia
- Gastropyxis
- Geagras
- Gonyophis
- Gonyosoma
- Gyalopion
- Hapsidophrys
- Hemerophis
- Hemorrhois
- Hierophis
- Lampropeltis
- Leptodrymus
- Leptophis
- Lepturophis
- Liopeltis
- Lycodon
- Lycognathophis
- Lytorhynchus
- Maculophis
- Masticophis
- Mastigodryas
- Meizodon
- Oligodon
- Opheodrys
- Oxybelis
- Pantherophis
- Philothamnus
- Phyllorhynchus
- Pituophis
- Prosymna
- Pseudocyclophis
- Pseudoficimia
- Pseustes
- Ptyas: Rắn ráo Ptyas korros
- Rhamnophis
- Rhinobothryum
- Rhinocheilus
- Rhynchocalamus
- Rhynchophis
- Salvadora
- Scaphiodontophis
- Scolecophis
- Senticolis
- Sibynophis
- Simophis
- Sonora
- Spalerosophis
- Spilotes
- Stegonotus
- Stenorrhina
- Stilosoma
- Symphimus
- Sympholis
- Tantilla
- Tantillita
- Telescopus
- Thelotornis
- Thrasops
- Trimorphodon
- Xenelaphis

## Họ phụDipsadinae
- Adelphicos
- Amastridium
- Atractus
- Calamodontophis
- Carphophis
- Chersodromus
- Coniophanes
- Contia
- Crisantophis
- Cryophis
- Diadophis
- Diaphorolepsis
- Dipsas
- Echinanthera
- Emmochliophis
- Enuliophis
- Enulius
- Eridiphas
- Geophis
- Gomesophis
- Hydromorphus
- Hypsiglena
- Imantodes
- Leptodeira
- Ninia
- Nothopsis
- Pliocercus
- Pseudoleptodeira
- Pseudotomodon
- Ptychophis
- Rhadinaea
- Rhadinophanes
- Sibon
- Sibynomorphus
- Synophis
- Tachymenis
- Taeniophallus
- Tantalophis
- Thamnodynastes
- Tomodon
- Tretanorhinus
- Trimetopon
- Tropidodipsas
- Urotheca
- Xenopholis

## Họ phụHomalopsinae
- Bitia
- Brachyorrhos
- Cantoria
- Cerberus
- Enhydris
- Erpeton
- Fordonia
- Gerarda
- Heurnia
- Homalopsis
- Myron

## Họ phụNatricinae
- Adelophis
- Afronatrix
- Amphiesma
- Amphiesmoides
- Amplorhinus
- Anoplohydrus
- Aspidura
- Atretium
- Balanophis
- Clonophis
- Hologerrhum
- Hydrablabes
- Hydraethiops
- Iguanognathus
- Limnophis
- Macropisthodon
- Natriciteres
- Natrix
- Nerodia
- Chi Rắn má Opisthotropis
- Parahelicops
- Pararhabdophis
- Psammodynastes
- Regina
- Rhabdophis
- Seminatrix
- Sinonatrix
- Storeria
- Thamnophis
- Tropidoclonion
- Tropidonophis
- Virginia
- Xenochrophis

## Họ phụPareatinae
- Aplopeltura
- Asthenodipsas
- Pareas

## Họ phụPsammophiinae
- Hemirhagerrhis
- Malpolon
- Mimophis
- Psammophis
- Psammophylax
- Rhamphiophis

## Họ phụPseudoxenodontinae
- Plagiopholis
- Pseudoxenodon

## Họ phụPseudoxyrhophiinae
- Alluaudina
- Compsophis
- Ditypophis
- Dromicodryas
- Exallodontophis
- Geodipsas
- Heteroliodon
- Ithycyphus
- Langaha
- Leioheterodon
- Liophidium
- Liopholidophis
- Lycodryas
- Madagascarophis
- Micropisthodon
- Pararhadinaea
- Brygophis
- Pseudoxyrhopus
- Stenophis

## Họ phụXenodermatinae
- Achalinus
- Fimbrios
- Oxyrhabdium
- Stoliczkaia
- Xenodermus
- Xylophis

## Họ phụXenodontinae
- Alsophis
- Antillophis
- Apostolepis
- Arrhyton
- Boiruna
- Cercophis
- Clelia
- Conophis
- Darlingtonia
- Ditaxodon
- Drepanoides
- Elapomorphus
- Erythrolamprus
- Farancia
- Helicops
- Heterodon
- Hydrodynastes
- Hydrops
- Hypsirhynchus
- Ialtris
- Lioheterophis
- Liophis
- Lystrophis
- Manolepis
- Oxyrhopus
- Phalotris
- Philodryas
- Phimophis
- Pseudablabes
- Pseudoboa
- Pseudoeryx
- Psomophis
- Rhachidelus
- Saphenophis
- Siphlophis
- Sordellina
- Tropidodryas
- Umbrivaga
- Uromacer
- Uromacerina
- Waglerophis
- Xenodon
- Xenoxybelis
- incertae sedis
- Blythia
- Cercaspis
- Cyclocorus
- Elapoidis
- Gongylosoma
- Haplocercus
- Helophis
- Myersophis
- Omoadiphas
- Oreocalamus
- Poecilopholis
- Rhabdops
- Tetralepis
- Thermophis
- Trachischium